# Friedenauer Presse
Die Friedenauer Presse wurde 1963 im Berliner Ortsteil Friedenau von Andreas Wolff, dem Enkel des Sankt Petersburger Buchhändlers und Verlegers Moritz Wolff, gegründet. 

## Geschichte
Bis 1971 erschienen dort 36 Druckwerke. Von 1983 bis 2017 führte Katharina Wagenbach-Wolff den Verlag, der 2006 mit dem Kurt-Wolff-Preis ausgezeichnet wurde. In der Begründung hieß es:

„Der Verlag Friedenauer Presse wird mit dem Kurt-Wolff-Preis ausgezeichnet für seine Beharrlichkeit, dem deutschen Publikum russische Literatur nahe zu bringen, für seine Entdeckerfreude, mit der er Fundstücke aus der Weltliteratur – insbesondere der internationalen klassischen Moderne – präsentiert, für den Nachdruck, mit dem er an das Zeitalter der Revolution und des Holocaust erinnert sowie nicht zuletzt für die Verlässlichkeit, mit der der Verlag den Büchern eine sorgfältige Ausstattung und lebendige Physiognomie verleiht.“

Außerdem wurde die Verlagstätigkeit durch den Antiquaria-Preis für Buchkultur 2002 und den Zillmer-Preis der Hamburgischen Kulturstiftung 1994 gewürdigt.
Nachdem Ende Januar 2017 verlautbart war, dass Wagenbach-Wolff die Friedenauer Presse aus Altersgründen Ende März 2017 schließen wolle, wurde kurz vor diesem Termin bekannt, dass das Unternehmen unter dem Dach von Matthes & Seitz Berlin von Andreas Rötzer und Friederike Jacob ab Juni 2017 weitergeführt werde. Von 2017 bis 2020 führte Friederike Jacob den Verlag, seit Ende 2020 wird er von Rötzer geleitet. 2019 erhielt die Friedenauer Presse im Rahmen der 25. Mainzer Minipressen-Messe den 21. Victor Otto Stomps-Preis der Landeshauptstadt Mainz für herausragende Leistungen kleinverlegerischer Tätigkeit. 